# ET Гидры
ET Гидры (лат. ET Hydrae) — одиночная переменная звезда в созвездии Гидры на расстоянии приблизительно 6443 световых лет (около 1976 парсек) от Солнца. Фотографическая звёздная величина звезды — от +12m до +10,9m.
Открыта Куно Хофмейстером в 1931 году*.

## Характеристики
ET Гидры — жёлто-белая пульсирующая переменная звезда типа RR Лиры (RRAB) спектрального класса F. Радиус — около 5,04 солнечного, светимость — около 42,561 солнечной. Эффективная температура — около 6448 K.